# Colinas Euganeas
Las Colinas Euganeas ([ˈkɔlli euˈɡaːnei] en italiano: Colli Euganei) son un grupo de colinas de origen volcánico que surgen, como si fueran un archipiélago, de la llanura padano-véneta a pocos kilómetros al sur-oeste de Padua. Se extiende a lo largo de 20 kilómetros, con una anchura de 10. 
Las colinas Euganeas son el primer parque regional del Véneto, creado en el año 1989. Su máxima altitud se encuentra en el Monte Venda (de 601 m s. n. m.). Surgieron después de una serie de erupciones submarinas con efusión de lava basáltica durante el Eoceno.